# Semac I (schip, 1976)
De Semac I was een halfafzinkbare pijpenlegger die in 1976 bij de Alabama Drydock and Shipbuilding Company werd gebouwd. De opdrachtgever was Semac NV, een samenwerkingsverband van Shell, Esso (samen Shell Expro) en Zapata dat het schip beheerde via Williams-McWilliams.
De eerste opdracht was de langste pijpleiding tot dan toe, de FLAGS-pijpleiding die geassocieerd gas van het Brentveld naar de St Fergus Gas Terminal moest vervoeren. De pijpleiding werd in recordtijd voltooid, twee maanden voor op schema.
Eind 1978 verkocht Zapata haar een derde aandeel. In 1982 kocht Brown & Root het schip om zo de belangrijkste pijpenlegger te blijven op de Noordzee. Daartoe had het in 1978 al de Ocean Builder I en in 1979 de Choctaw II gekocht. Daarvoor had men lange tijd gebruikgemaakt van pontons. Bij Brown & Root werd het ook wel aangeduid als de BAR 420. In 1988 werd een joint-venture gevormd tussen Brown & Root en Saipem, European Marine Contractors. In 2001 kocht Saipem Brown & Root uit en werd zo volledig eigenaar van het schip.
In 1992 voltooide het schip met de Castoro Sei de Zeepipe naar Zeebrugge en in 1999 met de Castoro Sei en de Solitaire de Europipe II.
Begin 2016 werd het schip gesloopt in Alang.